# 5182 Bray
5182 Bray (1989 NE) là một tiểu hành tinh vành đai chính được phát hiện ngày 1 tháng 7 năm 1989 bởi Helin, E. F. ở Palomar.